# شعار جزر البهاما

شعار جزر البهاما في عام1964 ومكتوب عليه (Piratis - Restituta Commercia) طرد القراصنة - استعادة التجارة

يحتوي شعار النبالة لجزر البهاما على درع مع الرموز الوطنية كنقطة محورية.

## الوصف الرسمي
وصف شعار النبالة في قانون جزر البهاما كالآتي:
الأسلحة: عند تمثيل سانتا ماريا على قاعدة باري متموجة من أربعة أزور وأرجنت على زعيم أزور ديميسون أور.
الشعار: عند تمثيل الخوذة الملكية الخاصة بنا، تضاعف آزور الأرجنتيني على إكليل أو أزور. صدفة محارة أمام وعاء من سعف النخيل.
المؤيدون: على الجانب الأذكياء، هناك أحد جوانب المارلن، وعلى الجانب الشرير، يوجد فلامنغو. وعلى حجرة لكل أمواج البحر الباهتة ومستنقعات المستنقعات المناسبة.
شعار: «للأمام، للأعلى، إلى الأمام معًا».

## تفسير الشعار
يتم دعم شعار (الدرع) بواسطة مارلين وفلامنغو. قمة الخوذة (الخوذة) عبارة عن صدفة محارة تمثل الحياة البحرية المتنوعة لسلسلة الجزر. يوجد أسفل الدفة شعار النبالة نفسه، الذي تتمثل مهمته الرئيسية في سفينة تشتهر بأنها تمثل سانتا ماريا لكريستوفر كولومبوس. إنه يبحر تحت شمس في الرأس. الحيوانات التي تدعم الدرع هي الحيوانات الوطنية، والشعار الوطني موجود في الأسفل. يقع طائر الفلامنجو على اليابسة، ويوجد طائر المارلن على البحر، مما يدل على جغرافية الجزر.
تهدف الصبغات النابضة بالحياة لشعار النبالة أيضًا إلى الإشارة إلى مستقبل مشرق للجزر. ومن المعروف أيضًا أنها تمت صيانتها نظرًا لجاذبيتها للسياح.
تمت الموافقة على شعار النبالة من قبل الملكة إليزابيث الثانية في 7 ديسمبر 1971. تم تصميمه من قبل الفنان ورجل الدين من جزر البهاما، الدكتور هيرفيس إل باين جونيور، وهو أيضًا عضو في وسام الإمبراطورية البريطانية.

## تاريخ الشعار
| مستعمرة التاج في جزر البهاما |                       | |
| شعار                         | فترة الاستخدام        | ملحوظات |
|                              | 1869–1904 ؛ 1953-1964 | الشارة الاستعمارية لجزر البهاما. تصور سفينة بريطانية تطارد سفينتي قرصنة في أعالي البحار وشعار "طرد قراصنة ريستيتوتا كوميرسيا " (طرد القراصنة وتم استعادة التجارة) |
|                              | 1904-1953             | ظل شعار النبالة كما هو ولكن تم تغيير التاج إلى تاج تيودور. |
|                              | 1964-1973             | في عام 1964، تم تغيير شعار النبالة إلى نسخة أكثر تفصيلاً مع تغيير لون النص "جزر البهاما" إلى اللون الأزرق وارتفع تيودور بين الشعار.                                |

## شعارات الجزر
بالإضافة إلى شعار النبالة الوطني، هناك ما مجموعه ثمانية عشر درعًا إقليميًا للجزيرة (بما في ذلك جهازان غير رسميين). تم منحها عند الاستقلال في عام 1973، ليتم عرضها في الاحتفال بيوم الاستقلال لتعكس التراث الثقافي الفردي لكل جزيرة.

## روابط خارجية
- شعار جزر البهاما في العالم شعار جميع البلدان